# Bancolombia Open 2010
Il Bancolombia Open 2010 è stato un torneo professionistico di tennis maschile giocato sulla terra rossa, che faceva parte dell'ATP Challenger Tour 2010. Si è giocato a Bogotà in Colombia dal 5 al 12 aprile 2010.

## Partecipanti

### Teste di serie
| Nazionalità | Giocatore        | Ranking* | Testa di serie |
| ----------- | ---------------- | -------- | -------------- |
| Colombia    | Alejandro Falla  | 70       | 1              |
| Colombia    | Santiago Giraldo | 88       | 2              |
| Italia      | Paolo Lorenzi    | 90       | 3              |
| Ecuador     | Nicolás Lapentti | 102      | 4              |
| Brasile     | Ricardo Mello    | 106      | 5              |
| Brasile     | Thiago Alves     | 123      | 6              |
| Stati Uniti | Kevin Kim        | 128      | 7              |
| Brasile     | João Souza       | 156      | 8              |

- Ranking al 22 marzo 2010.

### Altri partecipanti
Giocatori che hanno ricevuto una wild card:
- Juan Sebastián Cabal
- Carlton Fiorentino
- Juan Sebastián Gómez
- Eduardo Struvay

Giocatori passati dalle qualificazioni:
- Martín Alund
- Attila Balázs
- Arnau Brugués-Davi
- Guido Pella

## Campioni

### Singolare
João Souza ha battuto in finale  Alejandro Falla, 4–6, 6–4, 6–1

### Doppio
Franco Ferreiro /  Santiago González hanno battuto in finale  Dominik Meffert /  Philipp Oswald, 6–3, 5–7, [10–7]